# Agnezia
Agnezia is een geslacht uit de familie Agneziidae en de orde Phlebobranchia uit de klasse der zakpijpen (Ascidiacea).

## Soorten
- Agnezia abyssa  Sanamyan & Sanamyan, 2002
- Agnezia arnaudi (Monniot C. & Monniot F., 1974)
- Agnezia atlantica (Monniot C. & Monniot F., 1973)
- Agnezia biscoei (Monniot C. & Monniot F., 1983)
- Agnezia capensis (Millar, 1955)
- Agnezia celtica (Monniot C. & Monniot F., 1974)
- Agnezia glaciata Michaelsen, 1898
- Agnezia himeboja (Oka, 1915)
- Agnezia monnioti Young & Vazquez, 1997
- Agnezia orthenteron (Redikorzev, 1941)
- Agnezia sabulosa (Redikorzev, 1941)
- Agnezia septentrionalis (Huntsman, 1912)
- Agnezia tenue (Monniot C. & Monniot F., 1983)